# Tu-95 (航空機)
ツポレフ Tu-95
エンゲリス空軍基地から離陸するTu-95MS
- 用途：戦略爆撃機、対潜哨戒機、偵察機
- 分類：爆撃機、対潜哨戒機、偵察機
- 製造者：ツポレフ
- 運用者： ロシア（ロシア空軍、ロシア海軍）
- 初飛行：1952年11月12日
- 生産数：爆撃機型555機、旅客輸送型2機、対潜哨戒機型600機、原子力飛行実験型1機、実験機型2機、統計試験機2機、テストベッド2機、
- 運用開始：1956年
- 退役：不明( ウクライナ, カザフスタン)
- 運用状況：現役
- サブタイプ：Tu-142（対潜哨戒機）
- 派生型：

  - Tu-114（旅客機）
  - Tu-119（原子力飛行機研究用の機体）

Tu-95（ツポレフ95:ロシア語:Ту-95）は、ソビエト連邦（ソ連）が開発した戦略爆撃機である。開発はツポレフ設計局で、ソ連空軍向けのTu-95のほか、ソ連海軍向けの長距離洋上哨戒／対潜哨戒機型も開発され、それらはTu-142（ツポレフ142；ロシア語:Ту-142）の形式名称が与えられている。
アメリカ国防総省が割り当てたコードネームはType 40。NATOコードネームは-95、-142共にベア（Bear：熊の意）。

## 概要

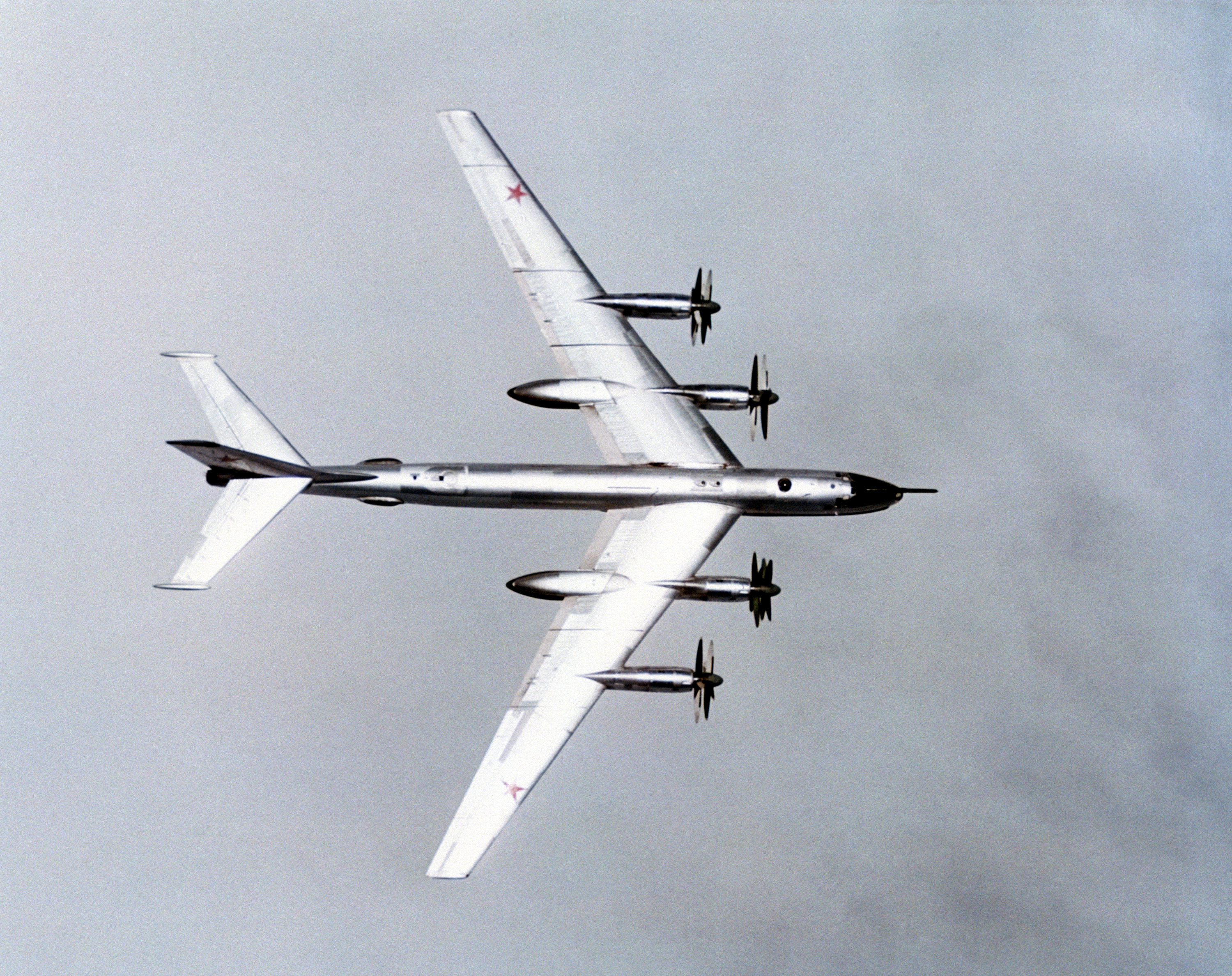
ほぼ真上から撮影されたTu-95
後退角が付いた長い主翼、二重反転プロペラ、エンジンナセルの配置がよく解る

Tu-95は1950年代に開発された長距離戦略爆撃機で、米国製B-29のデッドコピーであるTu-4の発展型とも呼べる機体である。試作機のTU-95/1は1952年11月12日に初飛行しており、首都モスクワにおける1955年のツシノ航空ショーでは7機が飛行している。
1956年からはソ連空軍でTu-95Mの実用配備が始まり、1959年にはTu-95K-20の生産が開始され、1961年にはTu-95K-20に空中給油プローブを取付けたTu-95KDが登場している。
1970年代にはTu-95に巡航ミサイルの搭載能力付与計画が始まり、1972年にはKSR-5（AS-6 キングフィッシュ）巡航ミサイルが搭載可能なTu-95M-5が飛行試験を開始しており、1976年にはKh-55（AS-15A ケント）巡航ミサイルが搭載可能なTu-95M-55が初飛行した。この型式をTu-95MSとした量産化が決定したが、既にTu-95の生産ラインは閉鎖されており、1983年にその生産ラインを再開させてTu-95MSの量産が開始されている。また、再開された生産ラインに合わせて、対潜哨戒型のTu-142の量産が開始されている。初期の機体は全機退役しており、現在では最新型のTu-95MSと対潜哨戒機用のTu-142が運用されているのみである。
プロペラ機だが、レシプロエンジンではなくガスタービンエンジンでプロペラを駆動する、いわゆるターボプロップ機である。主翼の翼弦長の25%の位置において、付け根方向の内翼部で37度、翼端方向の外翼部で35度の、ターボプロップ機としては珍しい後退翼を持っており、プロペラ機の世界最速（最高速950km/h）を誇る。4枚・タンデムの二重反転プロペラを、比較的遅い回転数（約1500rpm程度）で回転させている。先端速度を低くすることで、効率の低下を低減し高速での飛行を実現しており、このプロペラが独特の低音を発する。また、ターボプロップ機の研究はその後も続いているものの、これを超える、ないし同程度に成功した例が以後にない、航空史上稀有な成功例となっている。
空中給油なしで15,000km（8,000nm）の航続距離を持つ。
Tu-95がターボプロップ方式を採用した理由として、1950年代のジェットエンジンの燃費の悪さがある。既にジェット爆撃機のTu-16が実用化されており、戦略爆撃機としてM-4も開発中であったが、当時のジェットエンジンの燃費では北アメリカ大陸を爆撃できる航続距離を得ることは難しいと判断されていたため、Tu-95では燃費の良いターボプロップを採用することとなった。
本機の成功は、ソ連がプロペラを比較的低速で回転させながら高速飛行する手法を確立できたことによる。他のターボプロップ機の最適飛行速度は724 km/h 以下で、この速度以下の巡航なら効率は高いものの、それ以上の高速ではむしろターボファンエンジンのほうが効率は良い。その理由から同クラスの最高速度を有する航空機のエンジンにはターボファンが普及し、ターボプロップの採用機は一部に留まった。また、先進ターボプロップ（ATP：Advanced TurboProp）と称して高速化などについて各国でそれなりの研究・開発は行われているものの、未だTu-95を凌ぐものは実用化されていない。これらの要因により、Tu-95は世界最速のプロペラ機であり続けている。
アメリカでも高速ターボプロップ機の研究は進められ、同時代の爆撃機でありライバルでもあるB-52においても当初は高速ターボプロップ採用が予定されていたが、結局実用化されずにターボジェットエンジンが搭載され、後に効率が高いターボファンエンジンに換装されている。
機体胴体内の兵器倉には回転式ランチャーを装備しており、Tu-95MS-6では、Kh-55長距離巡航ミサイル6発を搭載できるほか、両主翼付け根部にもKh-55を各1発搭載が可能である、その後の発展型であるTu-95MS-16では、両主翼に10発のKh-55を搭載して計16発の巡航ミサイルの搭載が可能となったが、戦略兵器制限交渉（SALT）と戦略兵器削減交渉（START）の協定により、現在ではそれが不可能となっている。また、洋上作戦用にKh-65E空対艦ミサイルを搭載できるようになっており、通常爆弾は兵器倉に12,000kgを搭載できる。

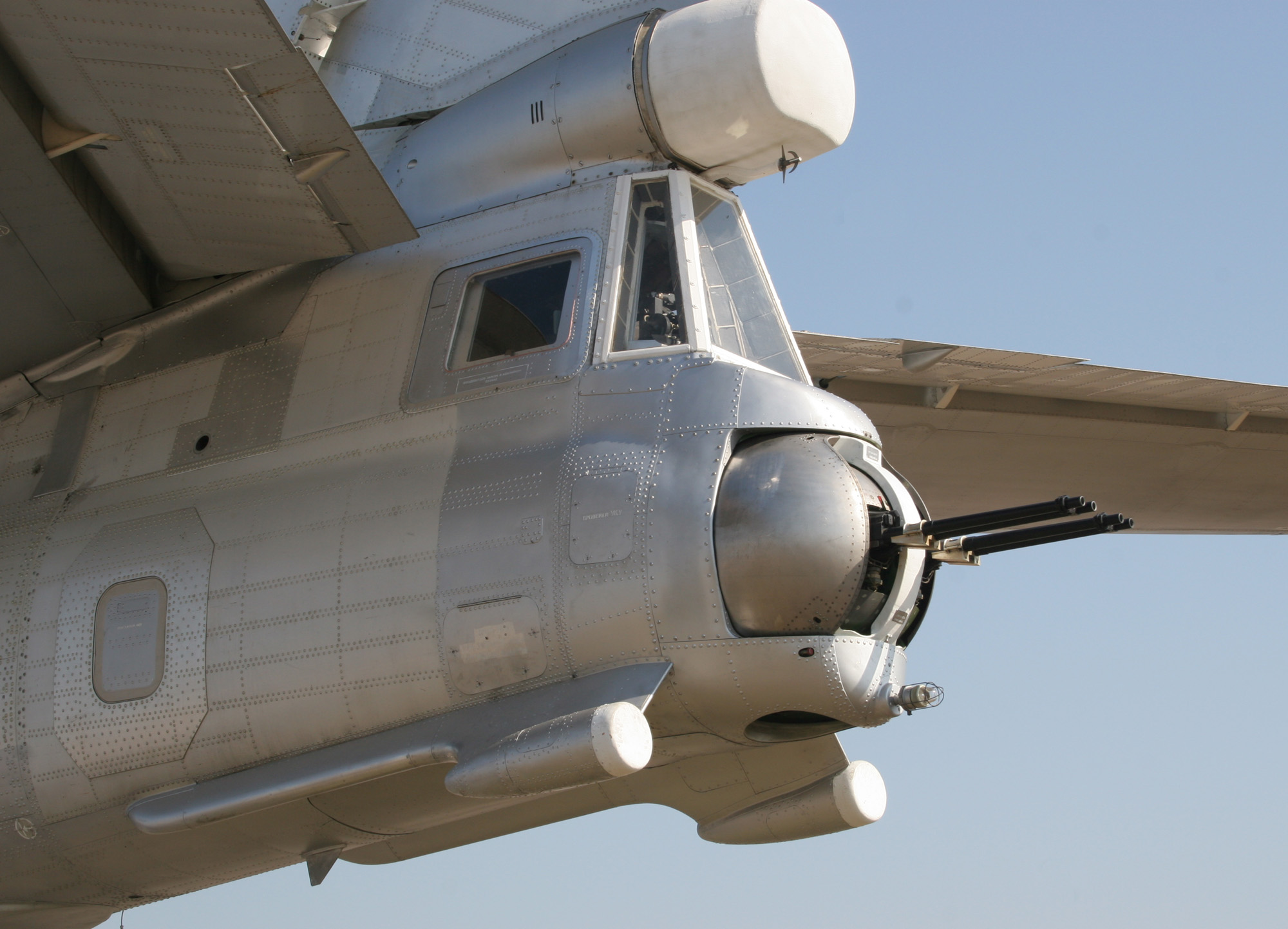
Tu-95の尾部銃座
機関砲の上部にあるのが射撃管制用のレーダー、レドームの下部に取付けられている小さなアンテナはRSBN短距離航法システム用のアンテナ

胴体尾部には尾部銃塔があり、NR-23 23mm機関砲1門とその上に射撃管制用の「ボックス・テイル」レーダーが方向舵後縁の付け根部分に取付けられている。初期の機体には胴体背部に旋回式の機関砲銃塔が装備されていたが、現在の機体では廃止されている。
搭載電子機器は、機首先端に「トアド・ストール」気象レーダーとその下部の大形レドームの中にオズボール航法/爆撃レーダーが装備されており、それらの機器を冷却するための冷却用のダクトが胴体左側の後部まで延びている。その他にRSBN短距離航法システムを装備しており、その弓矢型のアンテナが胴体尾部の「ボックス・テイル」レーダーのレドームの下部に取付けられている。機首先端の気象レーダーの左右には電子攻撃（ECM）器材用のフェアリングがあり、機首下面には「グラウンド・バウンザー」ECMアンテナが装備され、後部胴体左右にはポッド状のECM器材が装備されている。垂直尾翼上端後縁の比較的大形のフェアリング内には赤外線警戒受信機が装備されており、機体各所にレーダー警戒装置のセンサー用の膨らみがある。また、降着装置扉と主翼ポッドにはチャフ・フレア・ディスペンサーが装備されている。

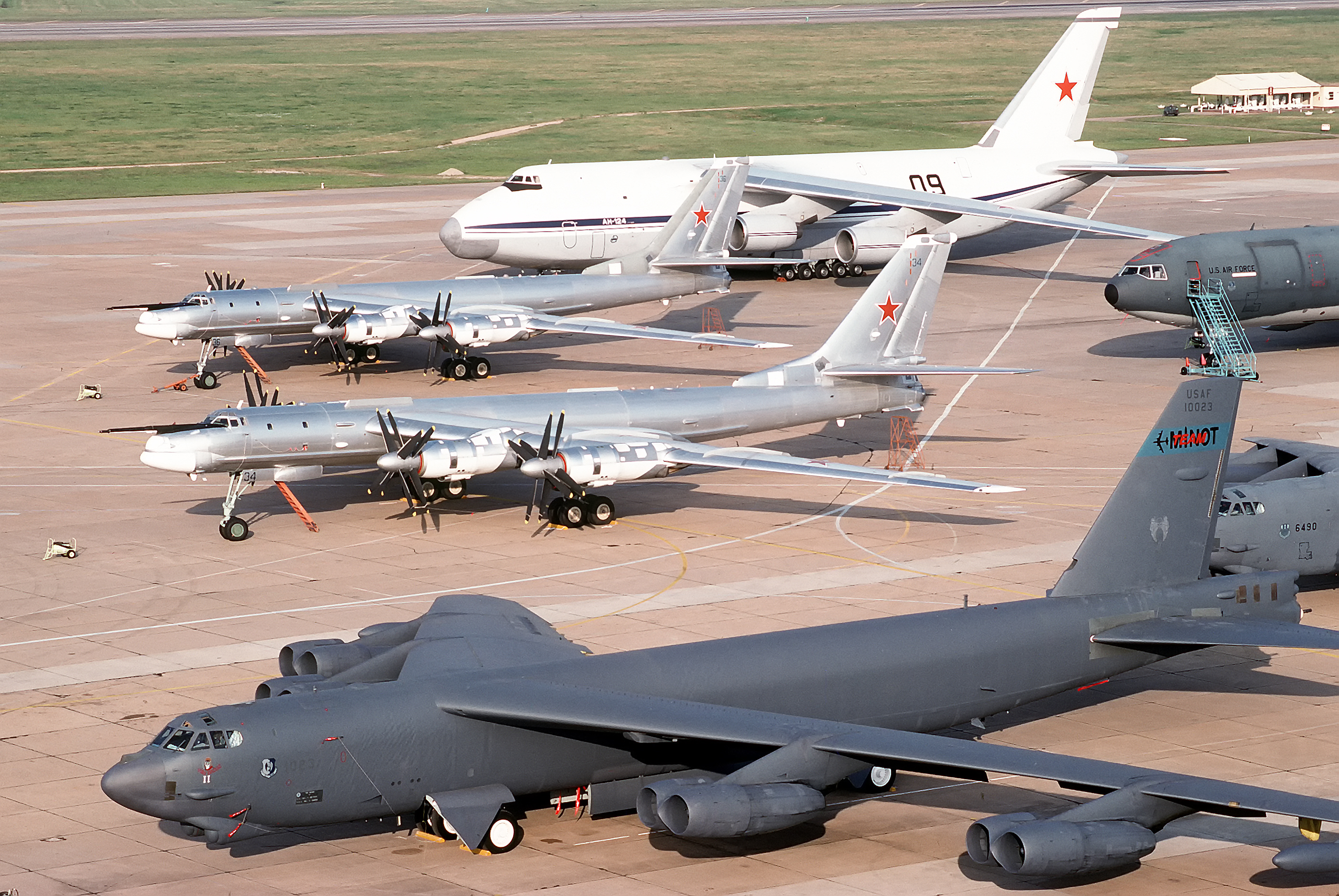
B-52及びAn-124と並ぶTu-95

Tu-95の総生産機数は派生型も含めて500機以上であり、生産は断続的に1990年代まで続けられた。ソ連空軍に加え、ソ連崩壊後のロシア空軍、ウクライナ空軍、およびカザフスタン空軍でも運用されたが、ウクライナ、カザフスタンの保有機はロシアへ条件付で譲渡されるか、アメリカ合衆国などの資金援助で1990年代に搭載兵器とともに解体された。

## 運用

### 「ツァーリ・ボンバ」実験
1961年10月30日、ソ連のノヴァヤゼムリャ島上空で行われた史上最大の水素爆弾「AN602（通称ツァーリ・ボンバ）」による核実験では、投下用に対衝撃波・放射線・熱線防御に重点を置いた専用改修を受けたTu-95Vが使用された。

### 西側諸国への偵察・示威飛行
また、領空侵犯や防空識別圏への接近・進入機として各国にて確認された大型ソ連機の多くがTu-95である。旧ソ連時代から米国や西ヨーロッパ、日本などへの偵察や示威活動は2020年代も続いている。日本に接近して来る機の飛行行動は、その行動パターンから「東京急行」と呼称されている。
2019年7月23日、2機のTu-95MSが中国人民解放軍空軍のH-6K戦神爆撃機2機とともに初の共同警戒監視活動を日本海上空で行い、防空識別圏に侵入して約30回の警告を無視した中露機のうちロシア軍機のA-50が竹島上空を領空侵犯したとして18機の大韓民国空軍の戦闘機F-15とF-16が約360発警告射撃したと韓国が発表し、日本の航空自衛隊も10機のF-15JとF-2でスクランブルを行って4カ国入り乱れ、空自機は尖閣諸島上空を領空侵犯する90km手前の中露機に針路変更を促した。

### シリア内戦
シリア内戦でアサド政権軍を支援するため2015年11月、他の戦略爆撃機とともにTu-95MSMがISILに対する巡航ミサイル攻撃に投入された。

### ウクライナ侵攻
2022年ロシアのウクライナ侵攻では、ウクライナに対する空対地ミサイル攻撃に投入された。Tu-95を含むロシアの戦略爆撃機部隊が使用しているロシア本土のジャギレボ空軍基地（リャザン州）とエンゲリス空軍基地（サラトフ州）が同年12月5日に攻撃を受け、ロシア国防省はウクライナの長距離ドローンによるとの見解を発表した。
2023年9月にはTu-95の機体上にタイヤを載せた姿が報道されたが、これはドローン攻撃から機体を守るための一時的な措置ではないかと議論された。

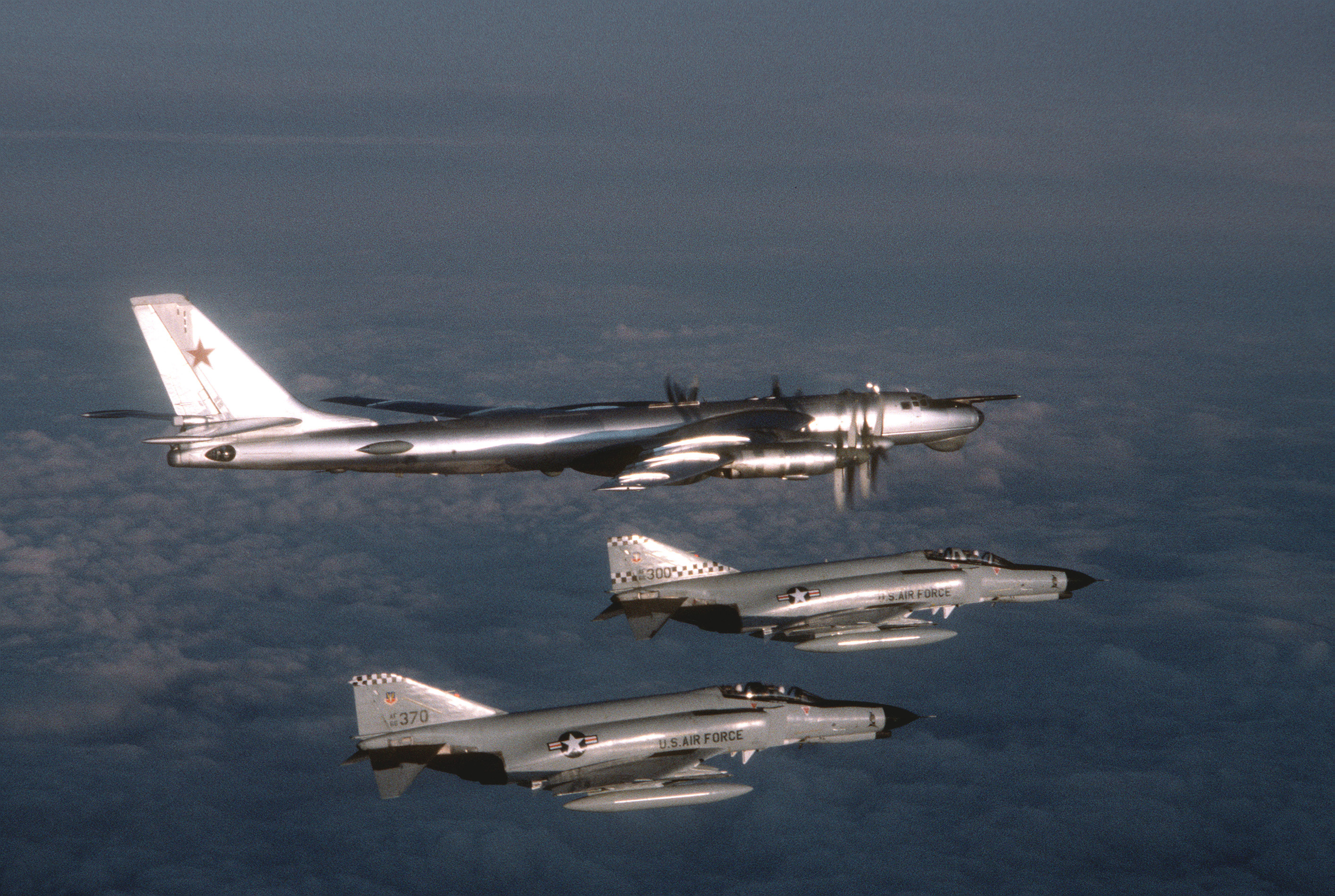
アメリカ空軍のF-4E戦闘機にインターセプトされるTu-95RTs“ベアD”
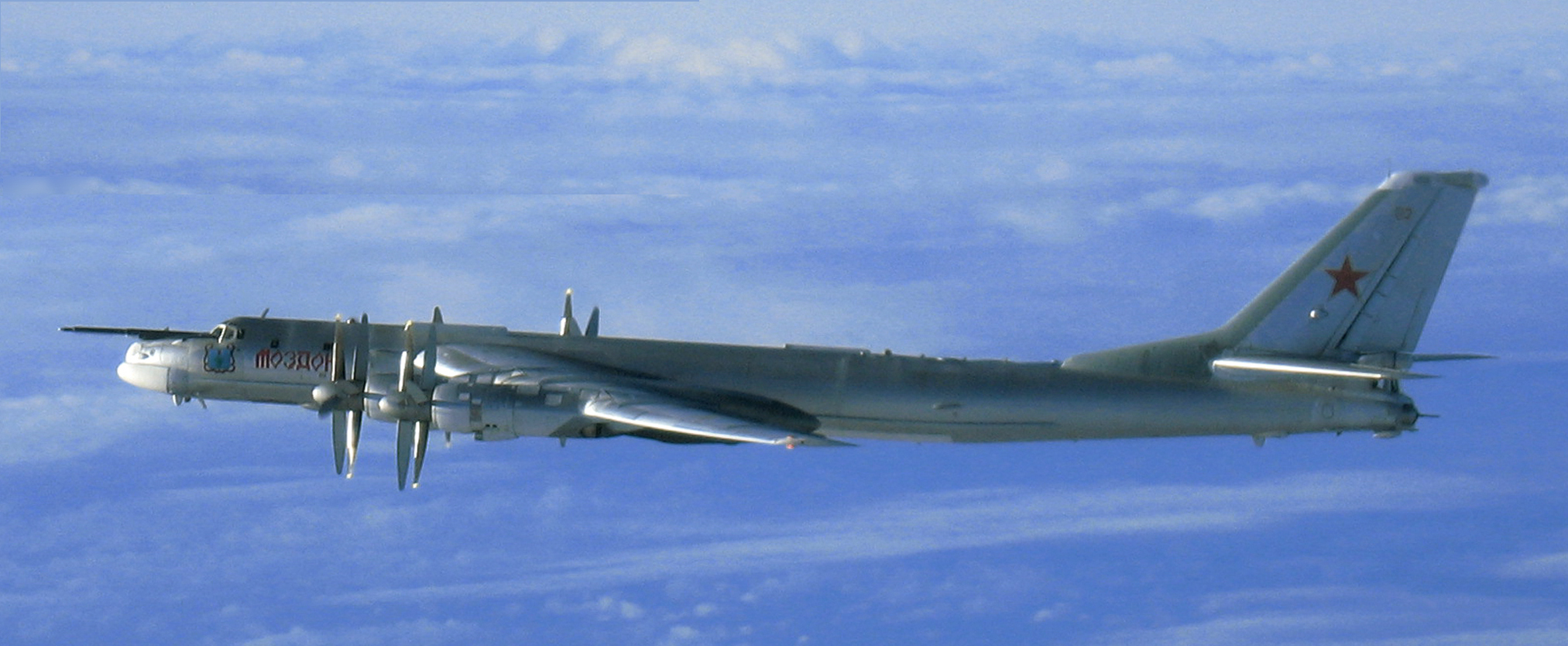
Tu-95MS“ベアH”
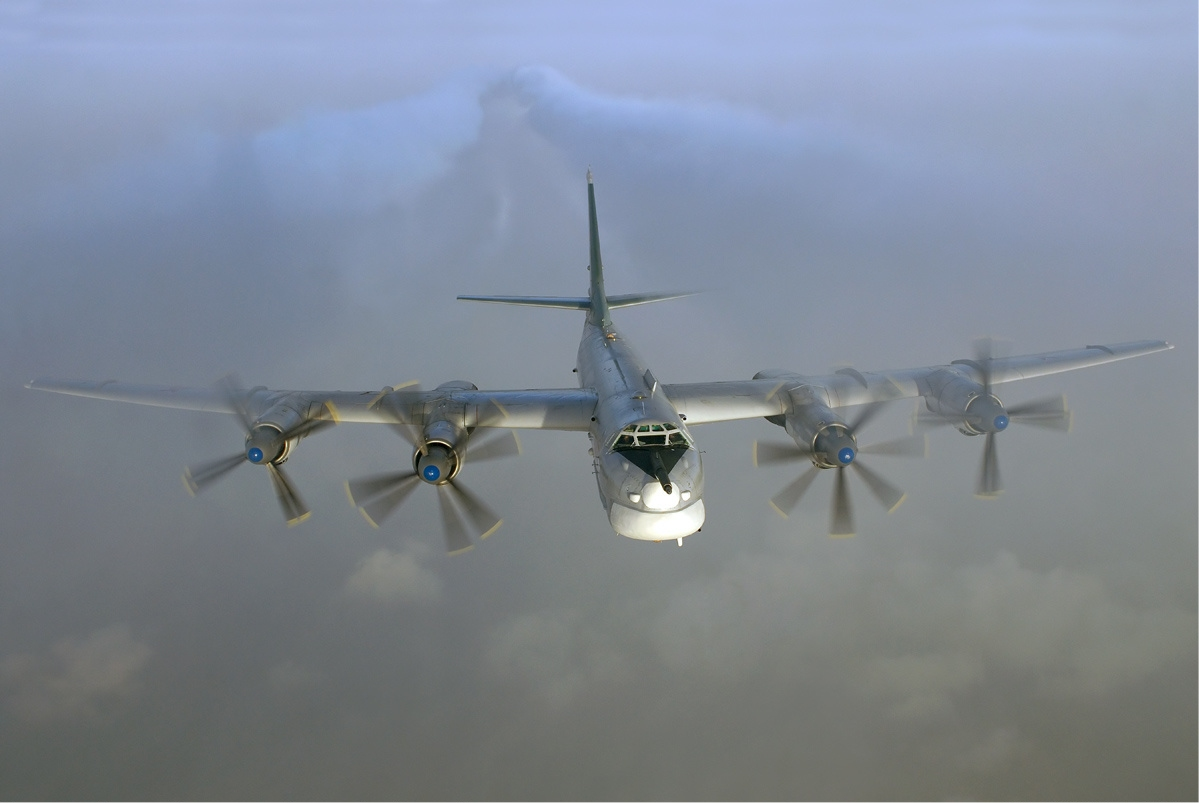
飛行中のTu-95

## 派生型
爆撃機型の他に偵察機型、対潜哨戒機型Tu-142が開発され、また主翼、エンジンなどをそのままに、胴体を改設計した長距離旅客機型Tu-114や、そのTu-114をベースにした早期警戒機型Tu-126などの派生型も開発・生産された。

### 試作型
95-1
1機製造された2TV-2Fターボプロップエンジン装備の試作機。
95-2
かつて1機存在していたTV-12ターボプロップエンジンを装備した試作機。その後、Tu-95LLに改造される。

### 量産型

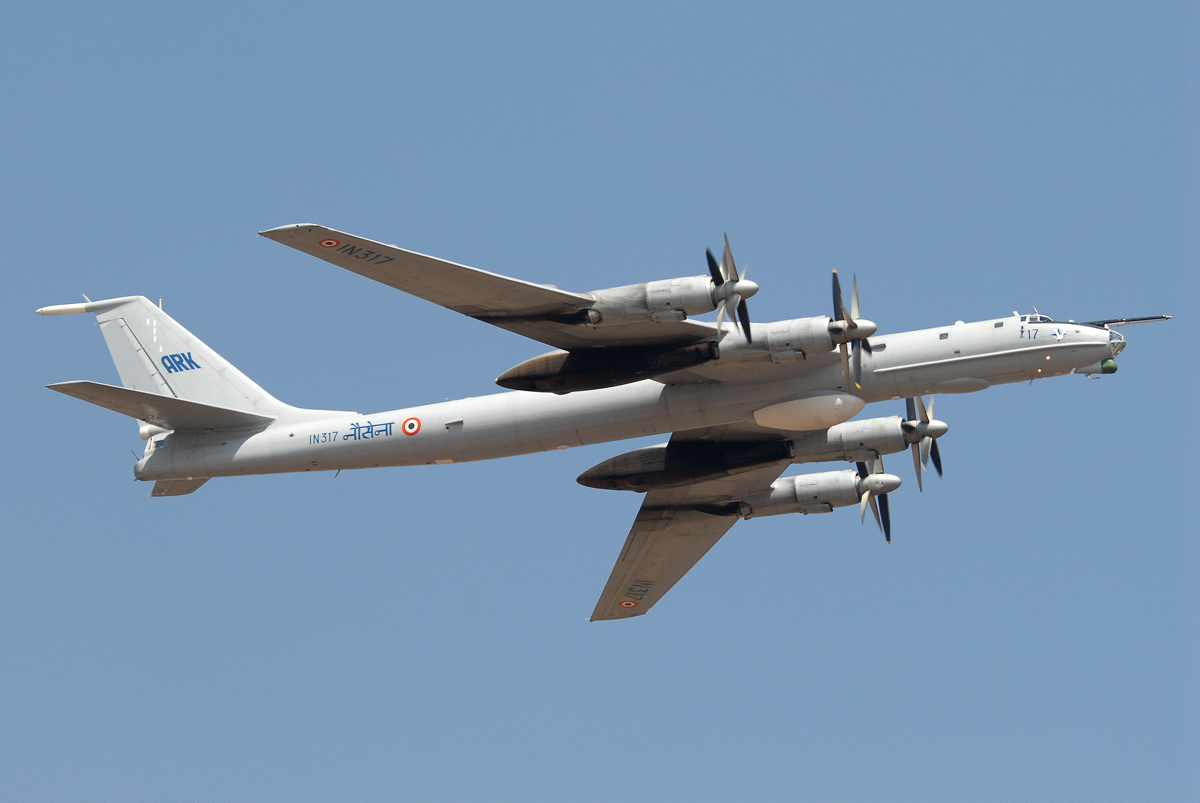
インド海軍の対潜哨戒機型Tu-142MK-E

Tu-95
24機配備された95-2を元に爆撃装備を実装して1954年から1957年まで先行生産された戦略爆撃機型。機首に空中給油プローブが装備されていない唯一の型式である。他に生産された1機はV型に、3機はK型に、1機はMA型に、1機はTu-116に改造された。NATOコードネームはベアA。
Tu-95M
5機配備された初期生産型。エンジンを改良型のMK-12Mとし最大離陸重量を増した。自由落下型の通常／核爆弾を主兵装とした通常爆撃機型。他に製造された1機はTu-119に、1機は95-3に、1機はTU-95M-55に、4機はTu-95MRに、1機はTu-95RTに、1機はTu-116に、4機はTu-95MUに改造された。1957年から1958年にかけて製造された。NATOコードネームはベアA。
Tu-95A
40機製造されたTu-95の核爆弾運用能力を付与した型式。遮光カーテンと断熱材を爆弾層を追加し1956年に配備が始まった。胴体下面と方向舵を白く塗装しており、NATOコードネームはベアA。
Tu-95K
20機製造され、他に3機のTu-95を改造して配備されたKh-20（西側名称：AS-3“Kangaroo”）空対艦ミサイル搭載能力を付与した戦略爆撃機型。胴体下部に半埋込み式にKh-20を1発搭載できる。機首に捜索・誘導用の大きなレーダードームが装備された。1956年から1961年まで製造された。他に製造された24機はKD型に改造され、Tu-95を原型とする3機のK型はKU型に指定された。更に1機はM-5に、1機はSM-20発射母機に改造された。NATOコードネームはベアB。
Tu-95M-56
32機製造されたKh-55、Kh-55SM、Kh-555 巡航ミサイル 6 基を搭載可能な戦略爆撃機型。NATOコードネームはベアH。
Tu-95K-22
46機配備された全てのKM型を改造しKh-22（西側名称：AS-4“Kitchen”）空対艦ミサイル搭載能力を付与した型。胴体下部に半埋込み式に1発、左右内翼下に各1発の計3発を搭載可能。尾部砲塔が撤去されECM装置に置き換わる等の変更もあった。NATOコードネームはベアG。
Tu-95RT
52機配備(51機新造、1機のTu-95Mを改造)された海軍向け長距離偵察機型。攻撃目標となる敵艦隊の位置を索敵し、対艦ミサイルを搭載した潜水艦に伝えるとともに潜水艦から発射されたミサイルの中間誘導を担っていた。またTu-22/Tu-22Mから発射された対艦ミサイルの中間誘導を行うこともできた。NATOコードネームはベアD
Tu-95MS
6機のTu-142MKを元に改造され配備した空中発射巡航ミサイル搭載能力を付与したミサイル母機(X-55)。Tu-142の機体フレームを使用しているが、コクピット部分の天井が高くなり、全長はTu-142よりも僅かに短くなっている。ミサイルとしてはKh-55もしくはKh-15を搭載する。胴体・主翼などはTu-142Mと同じ設計を使用。胴体内の爆弾槽に6連装の回転式ランチャーを装備する。機首に、Tu-95Kより小ぶりのレーダードームを装備。NATOコードネームはベアH。
Tu-95MS-6
32機製造されたTu-95MSのうち、特に胴体内6連装ランチャーのみを装備している機体を呼び分ける際の呼称。また、両主翼付け根部に巡航ミサイルを取付けるためのハードポイントがある。
Tu-95MSM
56機のMS-16型を近代化した通常弾頭のKh-101巡航ミサイル運用能力を付与し、GLONASS航法衛星を用いた精密爆撃を可能にした機体で、シリア空爆に投入された。
Tu-142
海軍向け対潜哨戒機型。胴体前部をわずかに延長、主翼形状の変更と燃料タンクのインテグラルタンク化、フラップの変更などが行われた。初期型は滑走路への接地圧低下を狙って片側12輪の主脚を持っていたが、後期型では普通の片側4輪のものに戻された。ベルクート捜索レーダーや電子情報収集機能を搭載。NATOコードネームはベアF
Tu-142M
海軍向け対潜哨戒機型で、Tu-142からさらに胴体前部を0.3m延長するとともに操縦席天井の高さを増す変更があった。また垂直尾翼上端に磁気探知機（MAD）が装備された。
Tu-142MK
海軍向け対潜哨戒機型。Tu-142Mを近代化したものでコルシュ-K索敵レーダー搭載。

Tu-142MK-E
インド海軍に輸出された対潜哨戒機型。
Tu-142MZ
最新の対潜哨戒機型でTu-142MKから搭載されている装備の近代化が図られ、潜水艦探知能力も向上した。
Tu-142MR
潜水艦通信機型（TACAMO機）。空中で胴体下部から長いアンテナを曳航し、潜水艦と司令部の間の通信を中継する。生産数は数機。NATOコードネームはベアJ
Tu-116
2機改造(1機のTu-95、1機のTu-95M)して配備された軍高官向けの要人輸送機型。
Tu-95U
4機を改造(3機のTu-95MP-2と1機のTu-95MR)して配備された練習機型。末期には区別のため胴体後部に赤線を巻いていた。NATOコードネームはベアT。
Tu-95KU
3機のTu-95を改造して戦略兵器削減条約により練習機に種別変更されたもの。識別用に赤い線を胴体に記す。
Tu-95MU
4機の老朽化したTu-95Mを練習機に改造したもの。一部の表記や計器が異なる以外はM型と同じ能力を持つ。運用末期には区別のため胴体後部に赤線を巻いていた。
Tu-95MS-16
かつて存在した胴体内6連装ランチャーのほかに主翼下4箇所に装備したパイロンに10発の巡航ミサイルを搭載し、計16発を携行できるタイプ。戦略兵器削減条約によりパイロンは使用されないこととされ、56機全機がMSM仕様に変更された。
Tu-95KD
かつて存在したTu-95Kを改造して配備された航続距離延伸型。Kh-20を搭載すると空気抵抗が増大して燃費性能が悪化したため、航続距離を維持するために空中給油の必要性が考えられ、機首に空中給油用ドローグを付与され、その結果は良好であった。その後、改造した24機全てはKM型にアップグレードされた。NATOコードネームはベアB。
Tu-95KM
かつて46機配備(22機の新造、24機のTu-95KDをアップグレード)されていた空中給油ドローグを追加する量産型。また以降の量産機は空中給油ドローグを装備することが標準となった。他に新造された1機は105.11型宇宙航行用ジェット機の母艦に改造された。その後、ミサイルの高性能化を受け、配備した全ての46機はK-22型に改造された。NATOコードネームはベアC。
Tu-95MR
かつて存在した4機のTu-95Mを改造して配備された戦術偵察機型。兵器槽にカメラを積み、電子情報収集（ELINT）も行えるようアンテナを増設した。その後、MRを1機残して、残る3機はMP-2型に改造されたものの、最終的に4機ともTu-95Uに再改造された。NATOコードネームはベアE。

### 試作機/実験機型

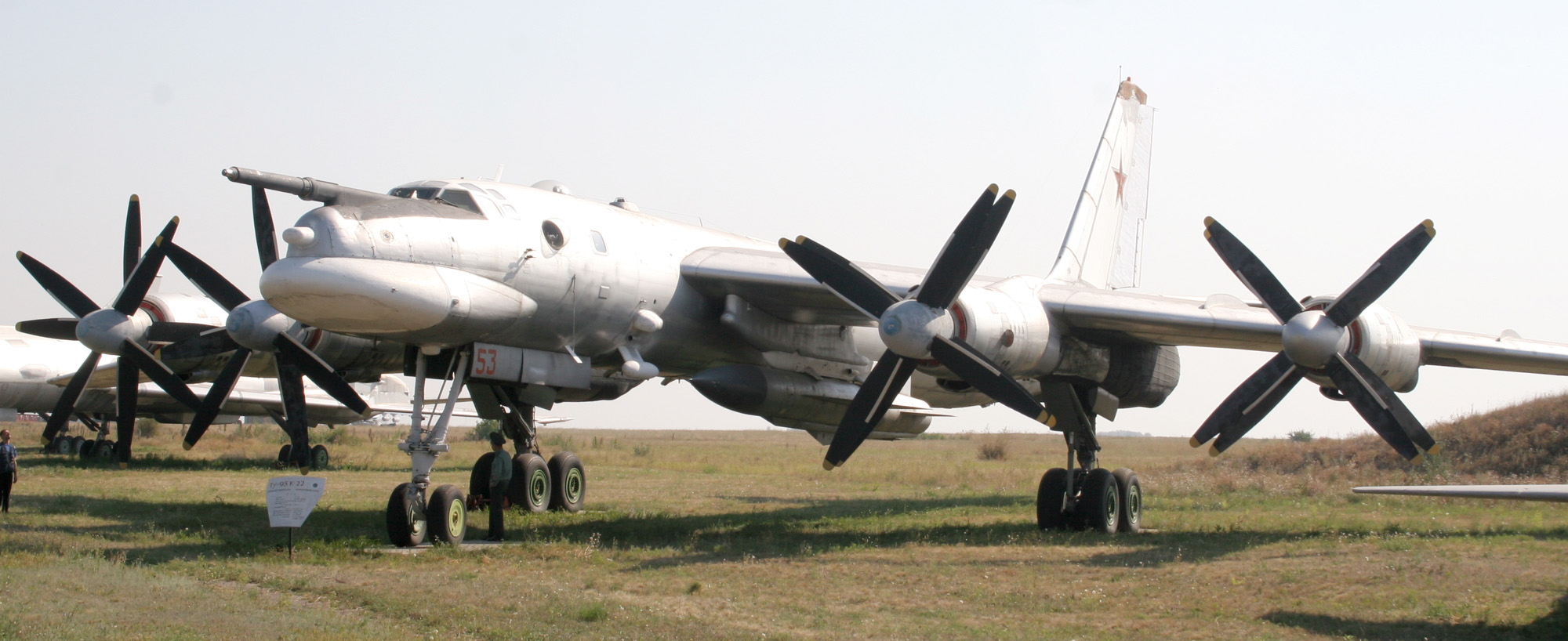
Tu-95K-22
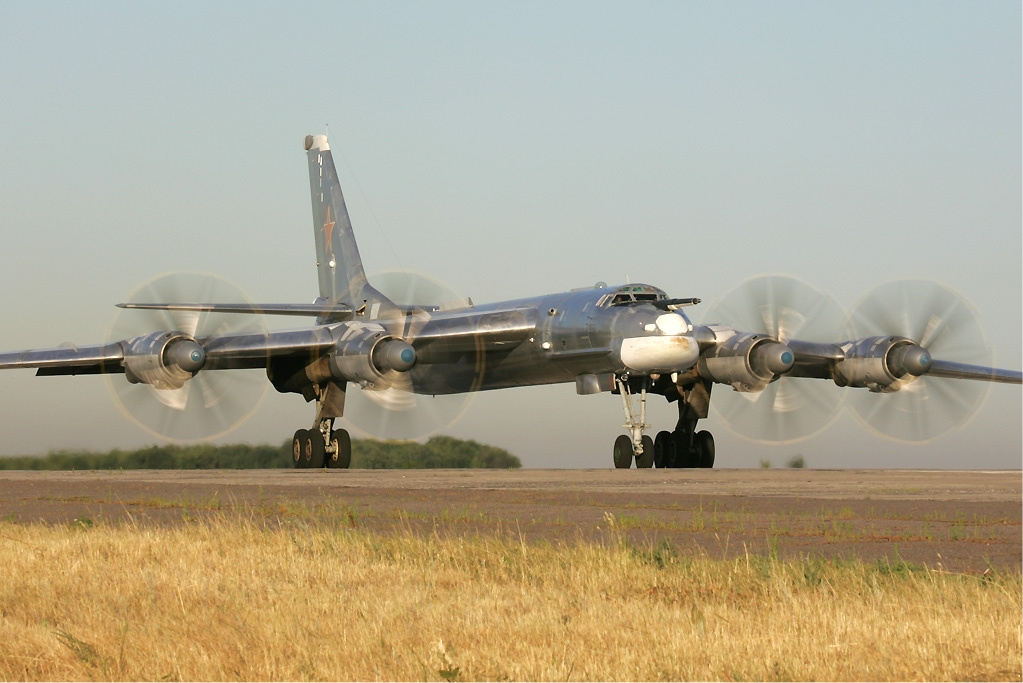
Tu-95MS
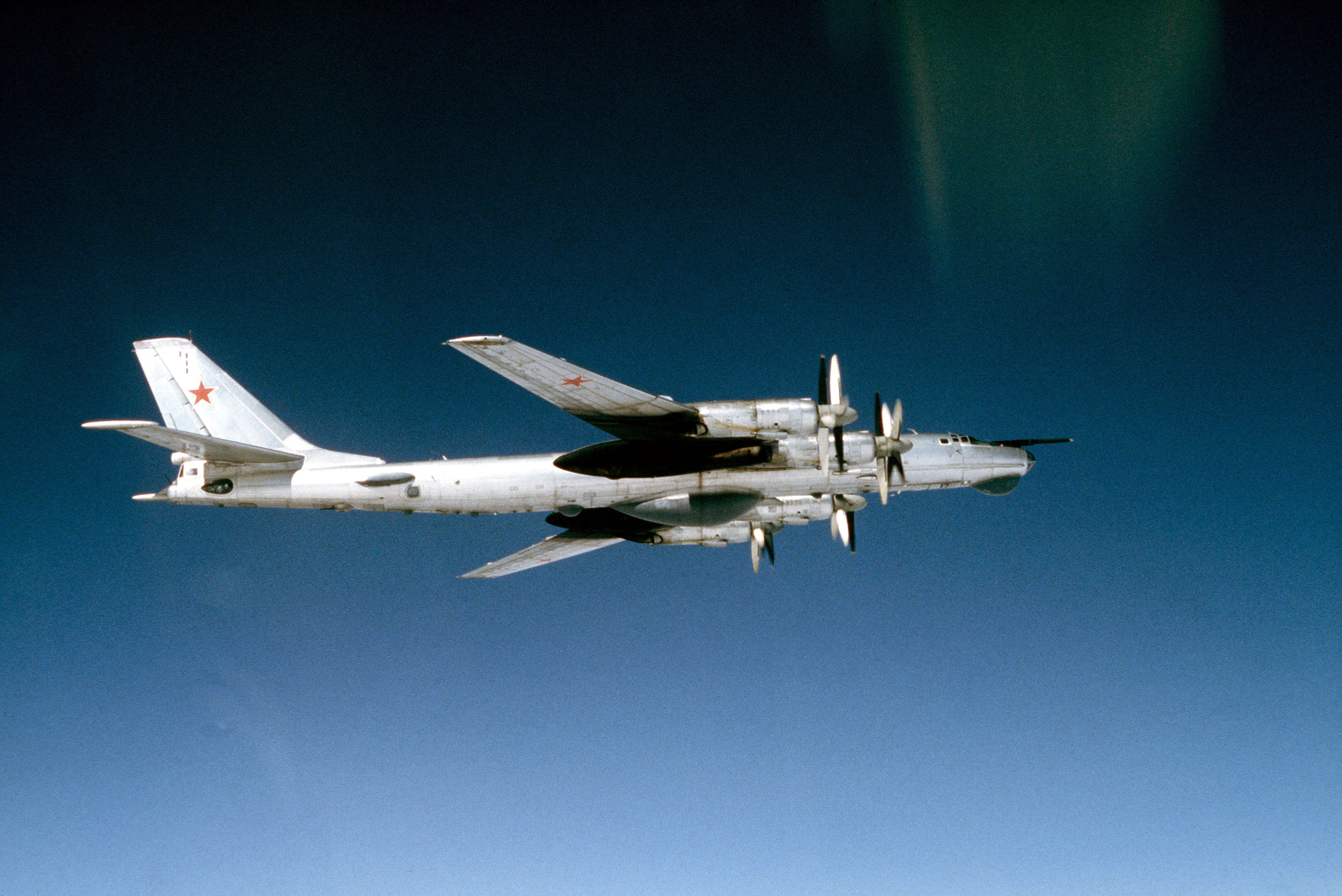
Tu-95RTs
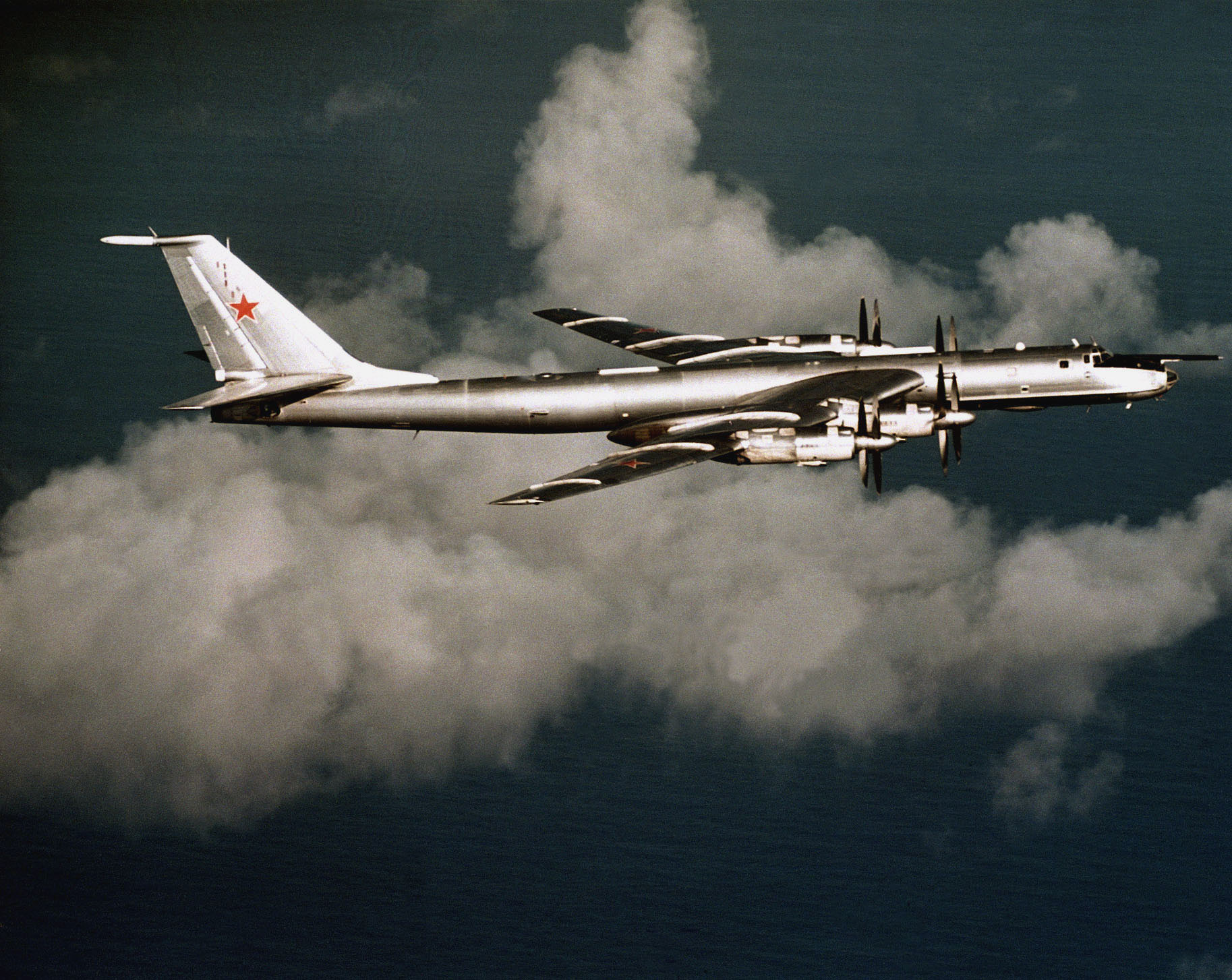
Tu-142M
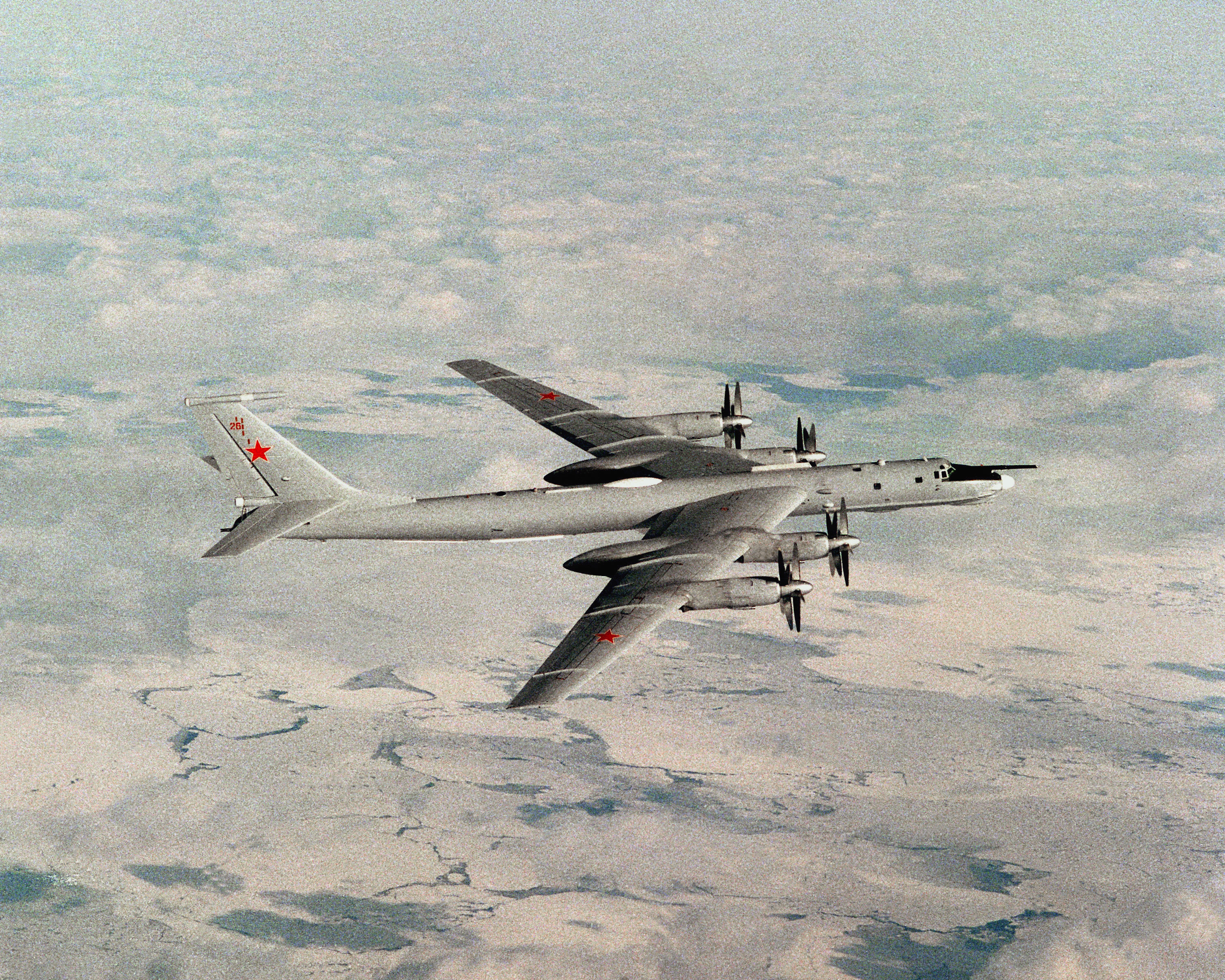
Tu-142MR

Tu-95-3(オーダー244)
1機製造されたTu-95Mの実験機型。
95-3
1機のTu-95Mを改造してKSR-5の発射テストに用いた実験機型。
XTu-95-K
1機のTu-95Kを改造して作られたSM-20発射母機。
Tu-95MA
1機製造された先進ミサイル用実験機型でTu-95をベースにしている。
Tu-95V
1機のTu-95を改造した大型水素爆弾「ツァーリ・ボンバ」投下実験のために改造された投下試験機型。
Tu-119
1機のTu-95Mを改造して配備された原子力飛行機の実用化試験機型。胴体中央部に小型原子炉を積み、放射線遮蔽構造のチェックを目的に34回の試験飛行を行った。旧称はTu-95LAL。
Tu-95N
1機のTu-95を改造して配備された、小型の超音速攻撃機RSを目標近くまで運搬する親子飛行機（パラサイト・ファイター）の母機型。その後、RSの開発は中止された。RSを再回収する手段はないため、実現していればRSは事実上の特別攻撃隊となっていたと考えられる。現在も博物館に保存されている。
Tu-95M-5
1機のTu-95Kを改造して配備されたミサイル運用試験機型。Tu-95Kの生産が進んではいたが、並行して旧型のTu-95/Mを改修して対艦ミサイル搭載型とすることも検討され、1機がTu-95M-5として改造されたが、計画は放棄された。KSR-5（西側名称：AS-6“Kingfish”）空対艦ミサイルを両内翼下に1発ずつ搭載した。
Tu-95M-55
1機のTu-95MSを改造して作られたX-55の発射実験母機型。
95-4
1機のTU-95KMを改造し105.11型宇宙航行用ジェット機の母艦にしたもの。NATOコードネームはベアC。
Tu-96
1機製造されたTV-16ターボプロップエンジンを装備した実験機型。他に1機製造される予定だったが未成。
- Tu-95K-22
- Tu-95MS
- Tu-95RTs
- Tu-142M
- Tu-142MR

## 仕様（Tu-95MS）

### 要目
- 乗員：7名 -機長、副操縦士、航法士、航空機関士、兵装担当士官（爆撃手）、無線士、尾部銃手
- 全長：49.50m
- 全幅：51.10m
- 全高：12.12m
- 翼面積：310m2
- 空虚重量：90,000kg
- 最大離陸重量：188,000kg
- エンジン：クズネツォーフ NK-12MVターボプロップエンジンx4
- 出力：11,033kW(14,795shp)x4

### 性能
- 最大速度：925km/h
- 航続距離：15,000km
- 最大運用高度：12,000m（39,000ft）
- 上昇率：600m/min（2,000ft/min）

### 武装
- 固定武装：NR-23 (機関砲)vAM-23 23mmキックバック機関砲（尾部ターレット）x1又は2
- ペイロード：最大15,000kg
  - 空対地ミサイル：Kh-101、Kh-22、Kh-55
- レーダーFCS:オブソール

## 登場作品

### 映画
『レッド・オクトーバーを追え!』
対潜哨戒機型が登場。アイスランド南方上空にて、アメリカ合衆国に亡命しようとする架空のタイフーン型原子力潜水艦「レッド・オクトーバー」を発見し、魚雷攻撃を行う。

### 小説
『日本北朝鮮戦争 自衛隊武装蜂起』
1機が領空侵犯を行い、小松基地から2機のF-15Jによるスクランブルおよび、警告射撃を受けるも意に介さずに飛び続け、竹島を爆撃し、完全に消滅させる。

### アニメ・漫画
『少女終末旅行』
第2話に登場。スクラップヤードと思われる場所に放置されており、チトとユーリが機内を散策する。
『ファントム無頼』
第7話「ロシアより愛をこめて」に、燃料投棄バルブの故障により燃料不足となったソ連空軍の乗員が女性だけの爆撃機型が、百里基地に緊急着陸した。

### ゲーム
『H.A.W.X.2』
ロシア軍の爆撃機として登場。後半ではTu-160 ブラックジャックに出番を取って代わられ、登場しない。
『エースコンバットシリーズ』
「エースコンバット04」及び「04」の約15年後を描いた「エースコンバット7」において、エルジア共和国空軍（04）及びエルジア王国空軍（7）の爆撃機として登場する。別の世界観で描かれた「エースコンバットAH」ではロシア反政府軍の爆撃機として登場し、民間機に偽装してドバイを爆撃しようとするが、主人公らに阻止される。